# Львівське музично-педагогічне училище імені Філарета Колесси
Львівське музично-педагогічне училище імені Філарета Колесси офіційно було засноване у 1947, згодом йому було присвоєно ім'я видатного українського музичного етнографа і фольклориста Філарета Колесси. За роки свого існування (1947—2009) музично-педагогічне училище імені Філарета Колесси виховало цілу плеяду видатних українських музикантів, диригентів, співаків.
Серед них: лауреати державної премії імені Т. Г. Шевченка Степан Турчак, Андрій Кушніренко, сестри Байко, ректор-академік В. Кузь, народні артисти Іван Гамкало, Тарас Микитка, Ростислав Бабич, Михайло Дутчак, Сергій Магера, Оксана та Ігор Білозіри, Стефан П'ятничко, Василь Яциняк, Марія Процев'ят, заслужений діяч мистецтв України Богдан Косопуд, заслужені артисти України Ігор Жук, В. Пекар, Марія Галій, С. Лісецький, Орест Кураш, Наталія Романюк, Марія Хохлогорська, Юрій Трицецький, Лілія Коструба, Олександр Чух, заслужений працівник культури України Зіновій Демцюх, заслужений вчитель України Євген Федоренко, видатні музиканти Михайло Бурбан, Василь Чучман, Роман Филипчук, В. Гречинський, Олександра Слющинська ( Гривнак), Наталія Чмир-Козяр, Павло Табаков, Георгій Мірецький, диригент Юліан Балух та багато інших знаних музикантів України та за її межами.
Свого часу Б. Завойський, І. Небожинський та інші відомі митці закладали основи, той музичний дух, яким були просякнуті стіни музпеду. Багатьом творам Анатолія Кос — Анатольського, Євгена Козака, Романа Сімовича, І. Вимера путівку в життя дали саме хорові колективи музпеду. Це було єдине училище в Україні, де були представлені всі типи хорів: мішаний (керівники — Є. Федоренко, Ю. Антків), чоловічий (керівники — Б. Завойський, М. Телюк), і три жіночих (керівники — Б. Кокотайло, З. Демцюх, Ю. Антків). Їх склад перебільшував 120 чоловік.
«… Тут і стіни співають. Кращої лабораторії для композитора годі й знайти.» — казав А. Кос-Анатольський, проходячи коридорами училища в очікуванні чергового дебютного виконання своїх творів хоровими колективами училища.
У 1980-х роках училище було визначене Міністерством освіти Української РСР як базове для музично-педагогічних відділень педучилищ України. Випускники училища при розподілі на роботу направлялися музичними керівниками дитячих садочків або вчителями музики в усі області Української РСР.
1996 року училище було реформоване у відділення музичного мистецтва Львівського педагогічного училища № 1.
1999 року Педагогічний коледж (такий статус на той час отримало Педагогічне училище № 1) увійшов як структурний підрозділ до Львівського державного університету імені Івана Франка.
У 2001 році відділення музичного мистецтва Педагогічного коледжу Львівського національного університету імені Івана Франка було акредитоване за першим акредитаційним рівнем, а також одночасно ліцензоване на підготовку спеціалістів другого акредитаційного рівня «Бакалавр» спеціальності 6.020200 Музична педагогіка і виховання. З 2006 року на базі музично-педагогічного училища була створена кафедра музичного мистецтва, що увійшла в структуру факультету культури і мистецтв ЛНУ імені Івана Франка.
У 2009 році училище випускає останній четвертий курс і припиняє своє існування. Величний заклад, колективи якого у 1980-х роках вражали своїм професіоналізмом всю Україну, доживає свої останні дні. Але Львівське музично-педагогічне училище імені Філарета Колесси вписало яскраву сторінку в музичну освіту України.

## Архітектура
Училище було розташовано у корпусах львівських монастирів — в північному крилі монастирях бернандинів, а гуртожиток та навчальний комплекс займали повністю комплекс монастиря бенедиктинок (вулиця Вічева, 2).